# 劉翠哥
刘翠哥（？—1360年），元朝女性人物，房山（今北京市房山区）人，李仲义的妻子。
至正二十年（1360年），房山县饥荒，平章刘哈剌不花的士兵缺少食物，于是抓住李仲义，想要煮了他。李仲义弟李马儿去告诉刘翠哥，刘翠哥马上前去救丈夫，刘翠哥伏地大哭，对士兵说：“抓住的是我丈夫，请求可怜他，免他一死，我家有酱一瓮、米一斗五升，藏在地窖中，可挖出来吃，来替我丈夫。”士兵不同意，刘翠哥说：“我丈夫瘦小，不能吃。我听说妇女肥黑之人味美，我又肥又黑，愿煮了我以替我丈夫死。”士兵于是放了李仲义而烹杀刘翠哥。听说此事的人无不哀叹。